# Моріс Ямеого
Моріс Ямеого (фр. Maurice Yaméogo; 31 грудня 1921 — 9 вересня 1993) — перший президент (з 1960 до 1966 року) Верхньої Вольти (нині Буркіна-Фасо).

## Біографія
Моріс Ямеого був представником народності мосі, тобто належав до найбільшої етнічної групи країни. Після закінчення місіонерської школи навчався в католицькій семінарії, маючи намір стати священиком. Однак, познайомившись із Фелісіте Загре (майбутньою своєю першою дружиною), Ямеого залишив духовну кар'єру та вступив на адміністративну службу.
З 1946 року Ямеого — член парламенту французьких Заморських територій, з 1948 — член Ради Французької Західної Африки. З 1954 очолював християнську профспілку CTFC у Верхній Вольті. 1957 року Ямеого заснував партію Вольтійський демократичний рух. На виборах в колонії того ж року партія здобувши у місцевому парламенті 26 місць із 70, увійшла до урядової коаліції і Ямеого став міністром сільського господарства в уряді колоніальної автономії.
Наприкінці 1957 року після розвалу коаліції, Ямеого перейшов до лав найбільшої партії Верхньої Вольти — Африканські збори за демократію. 1958 року він став міністром внутрішніх справ, потім — прем'єр-міністром. Підтримував на цій посаді запланований вступ Верхньої Вольти до Малійської Федерації.
На виборах 30 березня 1959 року нова, створена Ямеого партія Вольтійський демократичний союз, здобула 64 місця в парламенті з 75. 5 серпня 1960 року, зі здобуттям Верхньою Вольтою незалежності, Моріс Ямеого став першим президентом Верхньої Вольти (при цьому також зайняв посаду міністра внутрішніх справ). Ще у січні 1960 всі опозиційні партії країни були заборонені. У 1961–1962 роках Ямеого суміщав пост президента з посадою міністра оборони, у 1963–1965 — з посадою міністра державної безпеки. У Верхній Вольті було створено єдину Партію Єдності, опозиційна діяльність не припускалась. У зовнішній політиці Ямеого орієнтувався на співробітництво з сусідніми державами — передусім, із Ганою та Кот-д'Івуаром.
1964 року президент розлучився зі своєю першою дружиною та знову одружився — з колишньою Міс Верхня Вольта.
9 жовтня 1965 року Ямеого знову був обраний президентом Верхньої Вольти, набравши 99,9 % голосів виборців. Після хвилювань та генерального страйку, що відбувся 3 січня 1966 року, Ямеого був змушений піти у відставку і президентом став генерал Сангуле Ламізана. До 1968 року Ямеого перебував під арештом. Знову був заарештований 1983 після приходу до влади Томаса Санкари, звільнений 1985 року, після чого емігрував до Кот-д'Івуару. Повернувся на батьківщину тільки 1990 року.